# Carlo Toto
Carlo Toto (Chieti, 1944) è un imprenditore italiano attivo nei settori delle costruzioni stradali, delle grandi opere e delle energie rinnovabili.

## Biografia
Figlio di un costruttore che dal 1960 opera con la sua piccola azienda prevalentemente come subappaltatore nel settore delle costruzioni pubbliche, Alfonso Toto,  ha l'intuizione, affiancando nell'attività di famiglia i fratelli maggiori Ignazio e Antonio, di ampliare il campo di attività diventando direttamente appaltatori. Nasce così la Toto Costruzioni Generali, società di costruzioni stradali e grandi opere che cresce negli anni grazie anche alla capacità di Carlo Toto di intrecciare relazioni con l'ANAS e con il mondo che conta, all'epoca sostanzialmente democristiano.
Nel giugno 1988 Toto, che guida le sue attività attraverso la Toto Holding, rileva Aliadriatica, una piccola compagnia aerea di base a Pescara specializzata nei servizi di aereo-taxi. L'anno dopo compra per 4 milioni di dollari da un fallimento il primo Boeing messo poi a posto da Lufthansa; nel 1995 cambia nome e logo alla società trasformandola in Air One. Partendo da una flotta di tre aerei si inserisce progressivamente nel mercato italiano, arrivando in sei anni al pareggio di bilancio con una crescita media dei ricavi del 20% annuo, e facendo di Air One la seconda compagnia aerea, dopo Meridiana, a insidiare il monopolio detenuto dall'Alitalia nel settore del trasporto aereo nazionale, dapprima sulla tratta più remunerativa Roma↔Milano e successivamente sulle altre tratte nazionali. Nel 2000 Lufthansa, attratta dalle rotte italiane non coperte da Alitalia ma servite dalla compagnia di Toto, fa di Air One il suo partner nel Paese.
Nel 2001 nuova diversificazione, questa volta nel settore delle concessioni autostradali. Insieme ad Atlantia dei Benetton (ha una partecipazione del 60%) entra con una quota di minoranza nella Strada dei Parchi SpA, con la gestione fino al 2030 delle tratte laziale e abruzzese: la A24 (Roma-L'Aquila-Teramo) e la A25 (Torano-Pescara), che registrano un traffico di 150.000 mezzi al giorno e attraversano il Parco nazionale della Majella e il Parco nazionale del Gran Sasso. Nel 2011 ne rileverà il controllo per 89 milioni di euro. Nel 2022 il Governo Draghi revoca a Strada dei Parchi la gestione dei due tratti delle autostrade A24 e A25, affidandola ad ANAS, per la mancata definizione del piano economico finanziario con la contestazione di rilevanti inadempimenti. Il TAR del Lazio, a dicembre 2022, ha sollevato dubbi di legittimità costituzionale riguardo al decreto-legge rinviando il giudizio alla Consulta. Dopo le assoluzioni con formula piena «perché il fatto non sussiste» di Carlo Toto e dei dirigenti di Strada dei Parchi presso i Tribunali dell’Aquila e di Teramo, che hanno smentito i presunti inadempimenti, con il Decreto Anticipi, dal 1º gennaio 2024 è stata riassegnata a Strada dei Parchi la gestione delle due autostrade, chiudendo con un accordo bonario l’oneroso contenzioso con lo Stato e prolungando la durata della concessione fino al 2032.
Dal 2005 fa parte del gruppo Toto anche la Rail One, impresa fondata per entrare in concorrenza con Trenitalia alla liberalizzazione dei servizi ferroviari, ma indirizzatasi poi esclusivamente verso il settore del trasporto merci.
Nel 2007, quando Air One ha il 30% delle quote di mercato, partecipa alla gara per la privatizzazione di Alitalia indetta dal ministero dell'Economia e delle Finanze, che però fallisce per il ritiro di tutti i pretendenti, compresa la stessa Air One. Successivamente formula una offerta di acquisto per il controllo della compagnia di bandiera italiana, ma viene preferita l'offerta pubblica di scambio proposta dal gruppo Air France-KLM, in seguito stoppata da Silvio Berlusconi che nel 2008 caldeggia, sotto la regia di Banca Intesa, l'intervento di "capitani coraggiosi" per evitare che la compagnia di bandiera finisca in mani straniere. Per salvaguardare anche i crediti vantati con Air One che ha i conti economici in sofferenza, Banca Intesa, guidata da Corrado Passera, orchestra prima la cessione di Air One ad Alitalia (un'operazione molto discussa perché si è trattato di un salvataggio: Air One è ceduta per 450 milioni con l'aggiunta di debiti per 600 milioni di euro) e poi realizza la cordata di 21 imprenditori, capeggiati da Roberto Colaninno, disposti ad entrare con quote diverse in Alitalia-CAI e definiti "patrioti" da Berlusconi. Tra di loro c'è anche Toto che investe 60 milioni ottenendo poco più del 5% della nuova Alitalia-CAI. Un'iniziativa che non avrà successo: nel 2015 ci sarà bisogno di un nuovo salvataggio ed entreranno in Alitalia gli arabi di Etihad Airways con il 49%.
Nell'operazione "capitani coraggiosi" Toto, che nel frattempo aveva creato in Irlanda la società Ap Fleet (Aircraft Purchase Fleet) con cui ordinava gli Airbus in Usa, diventa anche fornitore in leasing degli stessi aerei ad Alitalia-CAI (una sessantina). Ne nascerà in seguito un lungo contenzioso terminato nel 2017 con un arbitrato a favore di Alitalia.
Nel 2009 entra nel mondo delle energie rinnovabili con una società chiamata Renexia e l'affida al figlio Riccardo. Installa una serie di impianti eolici, uno sul Monte Eboli, provincia di Salerno, gli altri in Puglia. Nel 2011 sbarca negli Stati Uniti con la società US Wind costruendo e gestendo due vasti impianti eolici offshore, al largo della costa atlantica: uno è il più grande al mondo venduto nel gennaio 2019 alla multinazionale francese EDF per 215 milioni di dollari corrisposti subito più un pagamento differito parametrato a determinati eventi.
Sempre nel 2011 rientra nel mondo del trasporto aereo rilevando da Massimo Ferrero, presidente della Sampdoria, la Livingston, una compagnia aerea low cost che collega Roma alla Sardegna. La ribattezza New Livingston ma l'avventura dura poco: messa a terra nel 2014, fallisce un anno più tardi. Ci riprova nel 2019 quando Alitalia deve essere ancora salvata e si realizza una cordata guidata da Ferrovie dello Stato Italiane con Cassa Depositi e Prestiti e l'americana Delta. C'è bisogno di un quarto partner: Toto si fa avanti, viene poi scelta Atlantia.

## Vita privata
Sposato con Giulia Rosati, è padre di quattro figli.
È stato testimone alle nozze di Luciano d'Alfonso, all'epoca sindaco di Pescara e in seguito presidente della Regione Abruzzo e senatore del PD. Un nipote, Daniele Toto, è stato deputato del PdL.

## Controversie giudiziarie
- Nel 1995 incappa in Tangentopoli e patteggia 11 mesi per l'accusa di corruzione in merito a tangenti pagate per la costruzione di un parcheggio su concessione dell'ANAS[5].
- Nel 2010 la procura di Pescara indaga Carlo Toto, Luciano D'Alfonso e altre undici persone tra cui imprenditori, funzionari ANAS e responsabili dei lavori nell'ambito della vicenda riguardante la mancata realizzazione della strada statale SS 81 (Mare-Monti). D'Alfonso è accusato di truffa in quanto considerato referente politico degli imprenditori, mentre su Toto pende l'accusa per la realizzazione della SS 81 dentro la riserva naturale del lago di Penne, senza autorizzazione. L'accusa parla di un gruppo di persone che, per interessi personali e per l'esclusivo vantaggio dell'impresa[31], avrebbero piegato le istituzioni pubbliche con una serie di falsi. Il 16 maggio 2018 la Corte d'Appello di l'Aquila ha assolto Toto e D'Alfonso da tutte le accuse «per non aver commesso il fatto»[32].